# FEB TV
A FEB TV é um canal de TV brasileiro religioso fundado no dia 3 de março de 2014. A emissora pertence a Federação Espírita Brasileira.

## Transmissão
Atualmente, a FEB TV é transmitida na TV aberta, TV por assinatura,